# فیدیبو
فیدیبو (انگلیسی: Fidibo، مخفف فیروزان دیجیتال بوک) فروشگاه قانونی کتاب الکترونیک فارسی است که از اسفند ۱۳۹۲ فعالیت خود را آغاز کرد. فیدیبو یک سامانهٔ چندسکوییِ تولید و پخش کتاب الکترونیک است که قوانین حق تکثیر ایران را رعایت می‌کند. در سال ۹۵، مجموعهٔ دیجی‌کالا فیدیبو را خرید.

## نرم‌افزار کتاب‌خوان
نرم‌افزار کتاب‌خوان فیدیبو این قابلیت را به کاربران می‌دهد تا بتوانند کتاب الکترونیک را دریافت، طبقه‌بندی و مطالعه کنند. کتاب‌ها یک نسخهٔ نمونهٔ چندصفحه‌ای و یک نسخهٔ کامل دارند، نسخهٔ نمونه رایگان است اما نسخهٔ کامل معمولاً هزینه دارد. همچنین جست‌وجوی کتاب، نشانه‌گذاری، تغییر رنگ صفحه، تغییر اندازه و نوع فونت، حاشیه‌نویسی در این نرم‌افزار تعبیه شده‌است. نرم‌افزار کتاب‌خوان چندسکویی است و در تلفن هوشمند، تبلت و رایانهٔ شخصی و با سیستم عامل‌های اندروید، آی‌اواِس و ویندوز قابل استفاده است. کتاب‌ها متنی در دو فرمت متنی ای‌پاب، پی‌دی‌اف و صوتی در فرمت ام‌پی‌تری ساخته شده‌اند.

## فیدیباکس

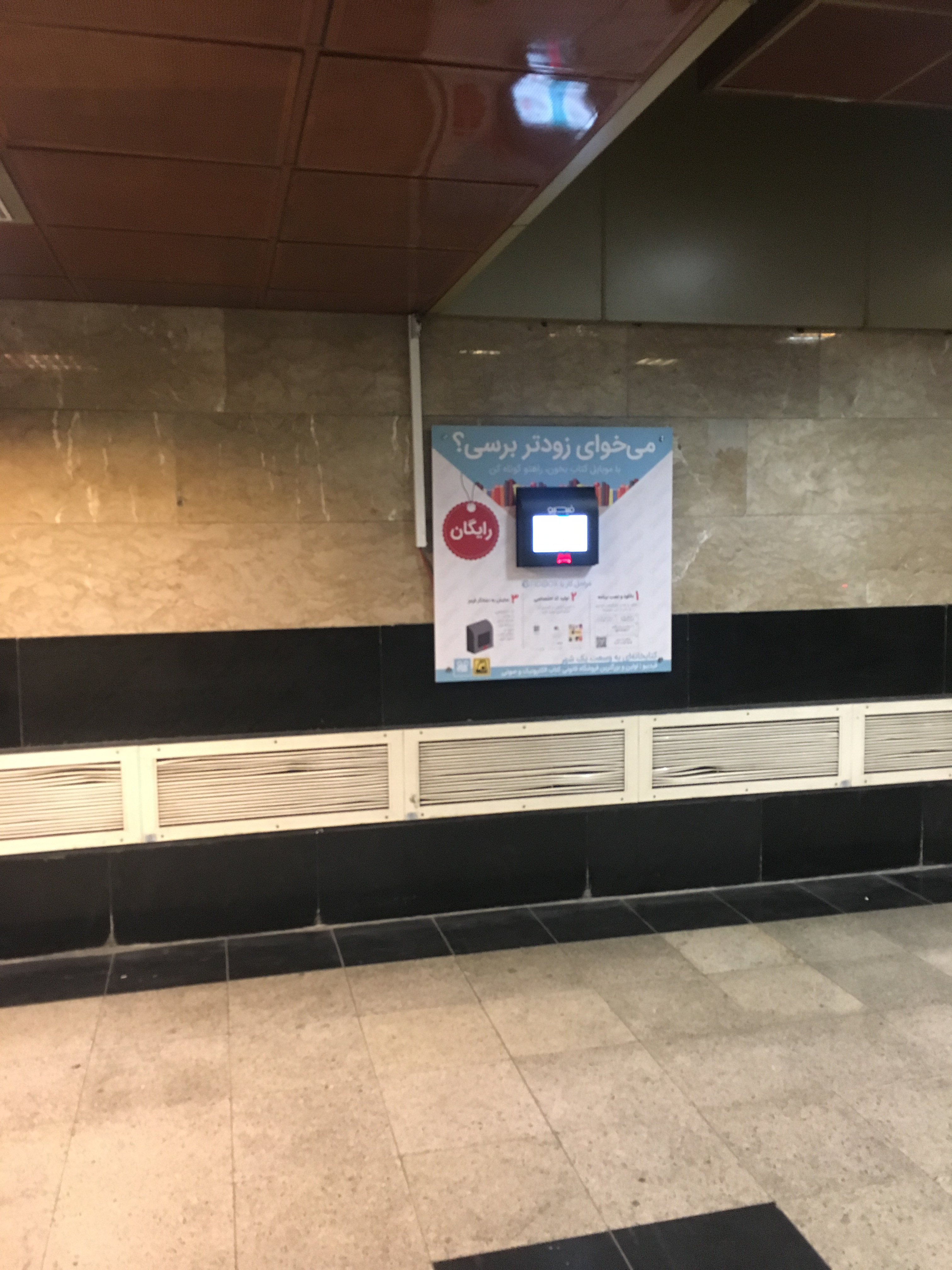
دستگاه فیدیباکس در یکی از ایستگاه‌های مترو تهران

فیدیباکس یک دستگاه هوشمند است که به دارندگان اپلیکیشن فیدیبو، خدمت مبتنی بر مکان ارایه می‌دهد. هر اپلیکیشن کیوآر کد یک‌بار مصرف مخصوص به خود را دارد که با نشان‌دادن آن به اسکنر دستگاه، محیط اپلیکیشن تغییر کرده و امکان استفاده از خدمات تعریف شده مثل مطالعه رایگان کتاب در مدت زمان مشخص شده را فراهم می‌کند. این خدمات تحت عنوان «کتابخانه‌ای به وسعت یک شهر» در مترو تهران در ۱۵ بهمن ۱۳۹۶ با حضور شهردار تهران رونمایی شد که در چند ایستگاه مترو دستگاه فیدیباکس نصب و کاربران می‌توانند با نمایش کد خود به دستگاه برای مدت زمان حدود ۱ ساعت به صورت رایگان کتاب مطالعه کنند. همچنین فیدیبو اقدام به نصب فیدیباکس در دانشگاه‌های تهران، خواجه‌نصیرالدین طوسی و کنسولگری ایران در آلمان کرده‌است.

## فیدیبوک
فیدیبوک اولین دستگاه کتاب‌خوان الکترونیک فارسی است که در ۸ اردیبهشت ۱۳۹۷ رسماً در شهر کتاب از آن رونمایی شد. مدل F1 Hannah این دستگاه نمایشگر ۶ اینچی کاغذ الکترونیک دارد که پردازنده‌اش دو هستهٔ ۱ گیگاهرتزی و رَم آن ۵۱۲ مگابایت است، حافظهٔ داخلی آن ۸ گیگابایت است که یک جایگاه حافظه اس‌دی برای ارتقا در آن تعبیه شده‌است. باتری فیدیبوک نیز ۲۸۰۰ میلی‌آمپر است. فیدیبوک به فروشگاه فیدیبو که بیش از ۵۰٬۰۰۰ کتاب الکترونیکی، کتاب صوتی و پادکست دارد، متصل است و علاوه بر آن فایل‌های ای‌پاب و پی‌دی‌اف دیگر را نیز می‌توان با وارد کردن فایل کتاب در حافظهٔ داخلی یا خارجی یا استفاده از مرورگر و وای-فای دستگاه دریافت نمود. ماندگاری باتری دستگاه با استفادهٔ روزی نیم‌ساعت و بدون اتصال به وای-فای یک ماه اعلام شده که این مقدار برای یک کتابخوان مناسب است. همچنین دستگاه دارای Front light برای استفاده در شب یا افزایش نور در روز می‌باشد.

## قیمت‌گذاری
کتاب‌های الکترونیک معمولاً قیمت کمتری (حدود ۳۰ تا ۵۰ درصد از قیمت پشت جلد) نسبت به نسخهٔ کاغذی خود دارند. مرجع اصلی قیمت‌گذاری کتاب‌ها تولیدکنندگان‌اند اما فیدیبو معمولاً نقش مشاور را در این خصوص بازی می‌کند. سهم فیدیبو بین ۳۰ تا ۴۰ درصد از قیمت نهایی کتاب‌ها می‌باشد.

## سامانهٔ رصد
کمپین نه به دانلود غیرقانونی کتاب در سال ۱۳۹۳ شکل گرفته و هدف آن کمک به حقوق مؤلفین، ناشران و نویسندگان است. وب‌سایت این کمپین با نام رصد و با شعار «من دزد کتاب نیستم» در سال ۱۳۹۴ فعال شده‌است که کاربران، ناشران و نویسندگان می‌توانند آدرس وب‌سایتی که کتاب را به صورت غیرقانونی برای دانلود قرار داده‌اند، گزارش دهند تا رصد به صورت حقوقی تا حذف محتوا با آنان برخورد کند. همچنین مجموعه از مصاحبه‌های ویدئویی با شخصیت‌های مختلف فرهنگی نظیر محمود دولت‌آبادی، مهدی غبرایی، تکین حمزه‌لو، احسان شریعتی، پوریا عالمی و عباس مخبر توسط این کمپین ضبط و تدوین شده که در خصوص احیای حقوق مادی و معنوی نویسندگان، مترجمان و ناشران و حمایت از کمپین نه به دانلود غیرقانونی کتاب صحبت می‌کنند.

## هویت بصری جدید
فیدیبو در شهریور ۱۴۰۳ از هویت بصری جدید خود رونمایی کرد و طرحی از فیل را به عنوان لوگوی خود انتخاب کرد.

## جایزه کتاب الکترونیک و صوتی فیل
فیدیبو در شهریور ۱۴۰۳ و همزمان با رونمایی از هویت بصری جدید خود، در مراسمی اولین دوره جایزه کتاب الکترونیک و صوتی فیل را نیز برگزار کرد.
جایزه فیل تنها جایزه تخصصی در زمینه کتاب الکترونیک و صوتی است. در اولین دوره این جایزه، محمود دولت‌آبادی جایزه پرخاطب‌ترین نویسنده ایرانی را دریافت کرد. آرمان سلطان‌زاده به عنوان پرمخاطب‌ترین گوینده مرد داستانی انتخاب شد. همچنین عادل فردوسی‌پور به عنوان پرمخاطب‌ترین گوینده مرد غیر داستانی انتخاب شد. کتاب صوتی کلیدر نیز به عنوان پرمخاطب‌ترین کتاب صوتی داستانی ایرانی معرفی شد.